# Nicola Zalewski
Nicola Zalewski (* 23. Januar 2002 in Tivoli, Italien) ist ein italienisch-polnischer Fußballspieler. Der offensive Mittelfeldspieler steht bei Atalanta Bergamo in der Serie A unter Vertrag.

## Karriere

### Vereine

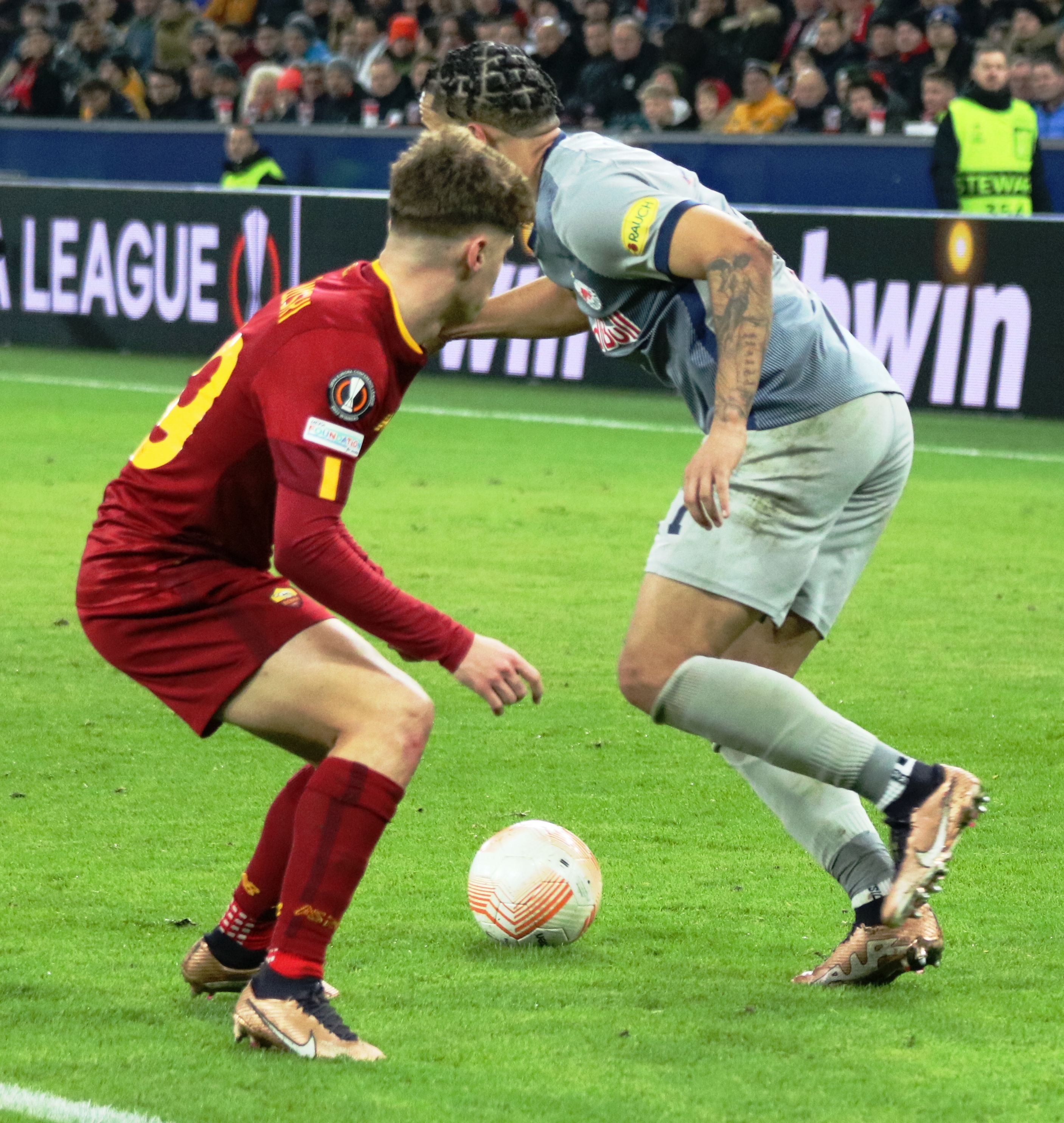
Zalewski (links) mitt AS Rom gegen Red Bull Salzburg (2023)

Geboren und aufgewachsen in Italien als Sohn polnischer Eltern, kam Zalewski als Kind in die Fußballschule der AS Rom. Sein Profidebüt gab er im Alter von 19 Jahren am 6. Mai 2021 in der UEFA Europa League, als er beim 3:2-Sieg im Rückspiel im Halbfinale gegen Manchester United in der 76. Minute für Pedro eingewechselt wurde. Nach Hin- und Rückspiel unterlagen die Römer mit 5:8, womit der Finaleinzug verfehlt wurde. Sein Debüt in der Serie A gab Zalewski drei Tage später gegen den FC Crotone, dort wurde er in der 80. Minute für Bryan Cristante eingewechselt.
Im Januar 2025 wechselte Zalewski auf Leihbasis mit Kaufoption am Saisonende von AS Rom zu Inter Mailand. Nachdem Inter Mailand die Kaufoption zunächst zog, wurde er im August 2025 an Atalanta Bergamo weiterverkauft.

### Nationalmannschaft
Beide Eltern kommen aus Polen. Da Zalewski in Italien geboren wurde, und dementsprechend auch die italienische Staatsangehörigkeit besitzt, wäre er für beide Länder spielberechtigt gewesen. Relativ früh entschied er sich für die polnischen Auswahlmannschaften und debütierte am 5. September 2021 beim 7:1-Sieg im WM-Qualifikationsspiel gegen San Marino für die A-Nationalmannschaft der Polen.